# صفيحة عمودية للعظم الحنكي
الصفيحة العمودية للعظم الحنكي (بالإنجليزية: Perpendicular plate of palatine bone)‏ هو جزء عمودي مستطيل الشكل من العظم الحنكي وله أربعة حدود.